# Сенное (Харьковская область)
Сенное (укр. Сінне), село,
Сеннянский сельский совет,
Богодуховский район,
Харьковская область.
Код КОАТУУ — 6320888001. Население по переписи 2001 г. составляет 693 (331/362 м/ж) человека.
Является административным центром Сеннянского сельского совета, в который, кроме того, входят сёла
Шийчино и
Шубы.

## Географическое положение
Село Сенное находится в 2-х км от реки Мерла (правый берег).
По селу протекает пересыхающий ручей, на котором сделаны многочисленные запруды.
Примыкает к селу Шигимагино.

## История
- 1672 — дата первого упоминания села[1].
- При СССР в селе был организован и работал колхоз «Вперёд», в котором были агроотдел, зооотдел, плановый отдел, ветучасток, пожарное депо, шесть номерных бригад, две тракторные бригады, комплексная ферма, отделение в селе Сеннянка и отделение в селе Шубы.[2]

## Экономика
- В селе есть несколько молочно-товарных ферм.
- «Вперёд», сельскохозяйственное ООО.

## Объекты социальной сферы
- Школа.

## Достопримечательности
- Братская могила советских воинов и Памятный знак воинам-односельчанам. Похоронено 139 воинов.
- Энтомологический заказник местного значения «Шейчина балка». Площадь 4,0 га. Участок около села Сенное на южном степном склоне балки. Тут растёт ковыль перистый, анемона, ломонос, сон-трава, живет более 30 видов полезных насекомых — опылителей сельскохозяйственных культур, в том числе одинокие пчелы, шмели.

## Известные люди
- Макаренко Николай Фёдорович (1916—1998) — Герой Советского Союза, родился 19 апреля (1 мая) 1916 года в селе Сенное.
- Тарасенко Елена Борисовна — мать десяти детей, звание «Мать-героиня».

## Религия
- Свято-Троицкий храм.